# Basilika Unserer Lieben Frau von Uribarri

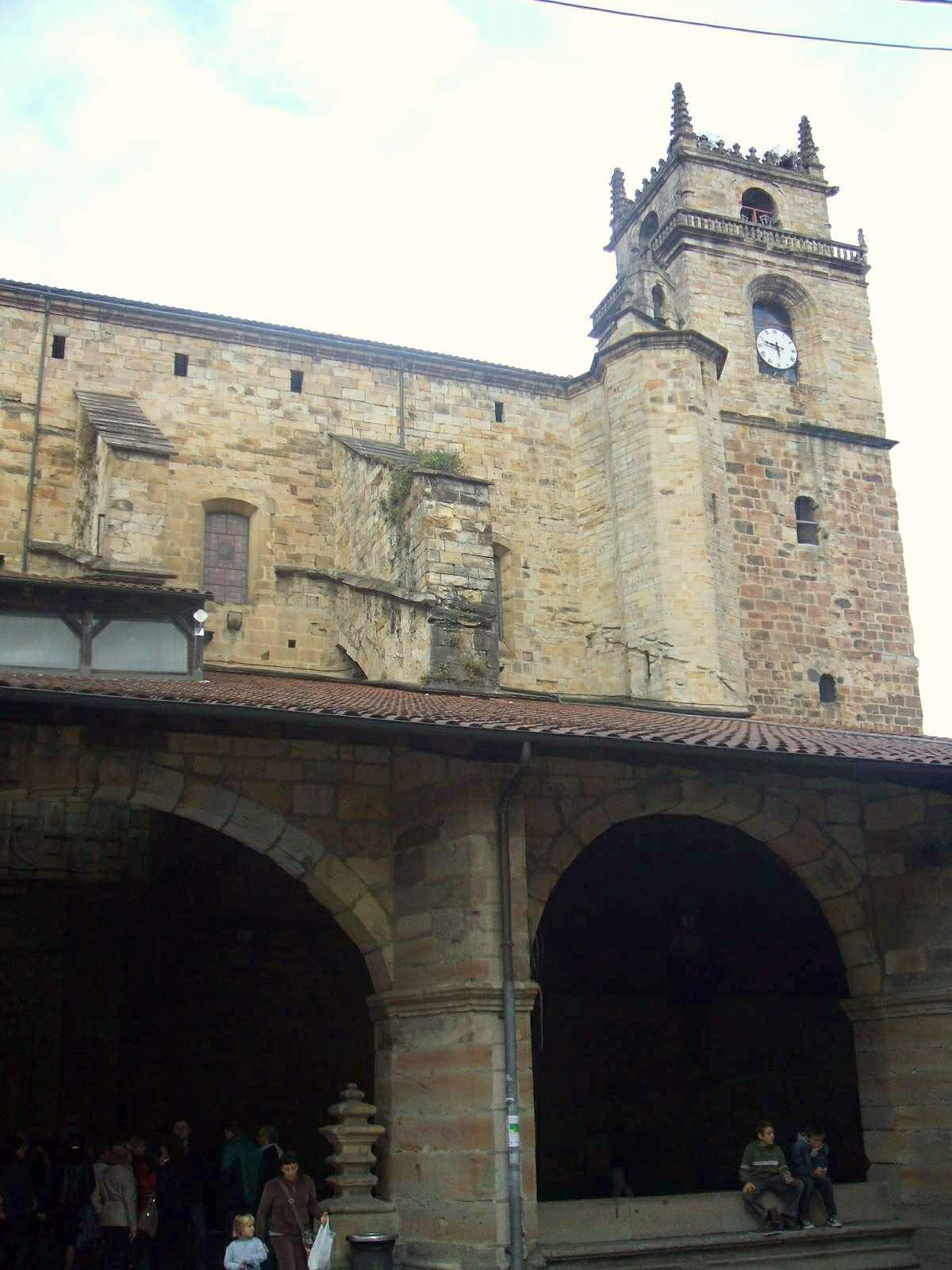
Basilika Unserer Lieben Frau von Uribarri

Die Basilika Unserer Lieben Frau von Uribarri (baskisch Uribarriko Andra Mariaren basilika) ist eine römisch-katholische Kirche in Durango im spanischen Baskenland. Die Pfarrkirche des Bistums Bilbao hat den Titel einer Basilica minor. Die im historischen Zentrum der Stadt gelegene, denkmalgeschützte Kirche stammt aus dem 14. Jahrhundert und wurde hauptsächlich im gotischen Stil mit aufgesetzten Renaissance-Elementen erbaut, später klassizistisch ergänzt. Ihr großer Portikus mit Holzüberbau ist der größte seiner Art im Baskenland und dient unter anderem als Teil des Marktes.

## Geschichte

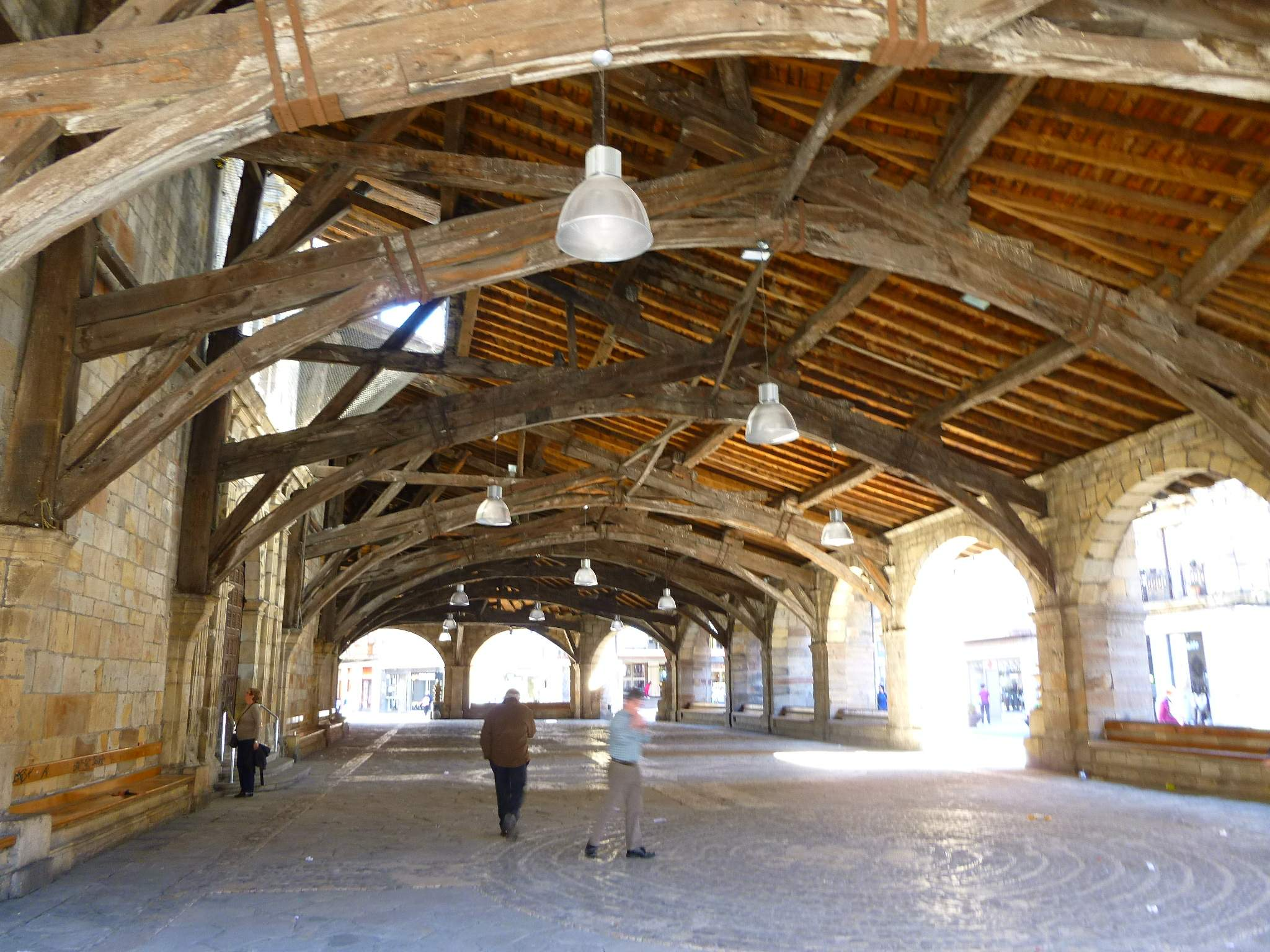
Hölzerner Portikus

Im 14. Jahrhundert wurden die Kirche neben dem alten Turm von Arandoño erbaut, der als Glockenturm dient. Aus dieser Zeit stammt die Apsis mit drei Fenstern und das Sterngewölbe. Das Gebäude wurde 1554 durch einen Brand beschädigt. In der klassizistisch-barocken Phase wurde die Kirche durch das dreischiffige Langhaus bis zum klassizistischen Portal ergänzt. Im 18. Jahrhundert folgte das hölzerne Vordach zum Markt.
Beim Luftangriff auf Durango am 31. März 1937 bombardierten italienische Flugzeuge für die Franquisten Durango, auch die Liebfrauenbasilika wurde bei dem Angriff beschädigt. 1964 wurde die Kirche als Bien de Interés Cultural denkmalgeschützt. Unter dem hölzernen Vordach fand 1965 die erste Durango-Messe statt. 2001 verlieh Papst Johannes Paul II. der Kirche den Titel einer Basilica minor.

## Beschreibung

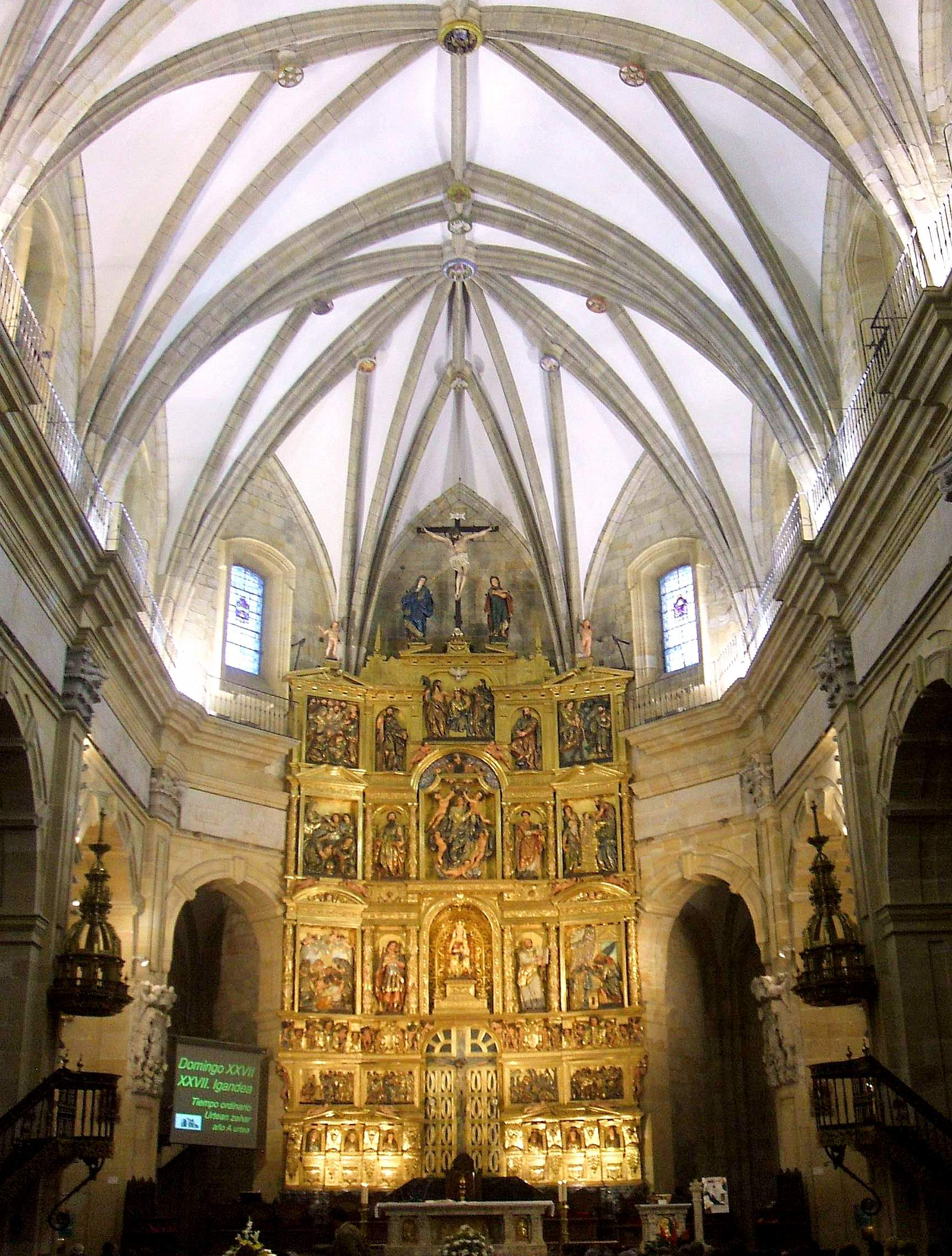
Hauptaltar

Die dreischiffige Basilika wird im Mittelschiff von einem Sterngewölbe überdacht, die niedrigeren und schmaleren Seitenschiffe von einfachen Kreuzgewölben. Die Apsis des erhöhten gotischen Chors wird vom plateresken Hochaltar des Bildhauers Martín Ruíz de Zubiate von 1578 dominiert. Die Gliederung der Kirchenschiffe erfolgt durch kreuzförmige Säulen mit korinthischen Pilastern. Das Mittelschiff ist oberhalb der Säulen von einer Veranda umgeben, zu der auch die Orgelempore über dem Eingang gehört. Der Haupteingang der Kirche besitzt ein streng gehaltenes klassizistisches Portal auf vier Säulen. Der andere Eingang befindet sich auf der Südseite der Kirche, sein riesiger Portikus mit Holzdach ohne Säulen wurde auf enormen gebogenen Balken nach alten Schiffbautechniken errichtet.